# Kladruby (ort i Tjeckien, Plzeň, lat 49,91, long 13,63)
Kladruby är en ort i Tjeckien.   Den ligger i regionen Plzeň, i den västra delen av landet, 60 km väster om huvudstaden Prag. Kladruby ligger 389 meter över havet och antalet invånare är 159.
Terrängen runt Kladruby är platt västerut, men österut är den kuperad. Runt Kladruby är det ganska glesbefolkat, med 29 invånare per kvadratkilometer. Närmaste större samhälle är Rokycany, 19,1 km söder om Kladruby. Trakten runt Kladruby består till största delen av jordbruksmark.